# Walter Saxer
Walter Saxer (San Galo, 1947) es un productor de cine, director de producción, guionista y director de cine suizo que había colaborado con Werner Herzog en sus primeras películas, entre las que destaca Fitzcarraldo.
Saxer también dirigió Sepa: Nuestro Señor de los milagros, un documental con narración escrita por Mario Vargas Llosa que trata sobre la Colonia Penal Agrícola del Sepa, ubicada en la amazonía. Cerrada en 1993, Sepa es el único registro audiovisual de la colonia. El documental se exhibió una vez por televisión suiza en 1987, años más tarde fue restaurada y exhibida en el Play-Doc de Galicia y en el MoMA de Nueva York.
Desde mediados de los años 90, Saxer reside la ciudad de Iquitos, donde se dedicó a administrar La Casa Fitzcarraldo.

## Filmografía
Productor
- También los enanos empezaron pequeños (1970) - Jefe de producción
- O.k. (1970)
- Fata Morgana (1970)
- Aguirre, der Zorn Gottes (1972)
- Jeder für sich und Gott gegen alle (1974)
- Stroszek (1977)
- Nosferatu: Phantom der Nacht (1979)
- Fitzcarraldo (1982)
- Gekauftes Glück (1988)
- Grito de piedra (1991)
- Invencible (2001)

Guion
- Grito de piedra (1991)

Dirección
- Sepa: Nuestro Señor de los milagros (1987)